# سامانه رانندگی خودکار
یک سامانه رانندگی خودکار (به انگلیسی: automated driving system) ترکیبی پیچیده از اجزای گوناگون است که می‌تواند به‌عنوان سامانه‌هایی تعریف شود که دارای ادراک، تصمیم‌گیری هستند؛ و عملکرد خودرو به وسیلهٔ الکترونیک و ماشین‌آلات، به جای رانندهٔ انسان انجام می‌شود؛ و به عنوان دستگاه تنظیم خودکار به ترافیک راه معرفی می‌گردد. این شامل بررسی خودرو، مقصد و همچنین آگاهی از محیط اطراف است.
در حالی که سامانه به صورت کنترل خودکار وسیله نقلیه را به عهده دارد؛ به اپراتور انسانی اجازه می‌دهد تا همه مسئولیت‌هایش را به سامانه منتقل کند.

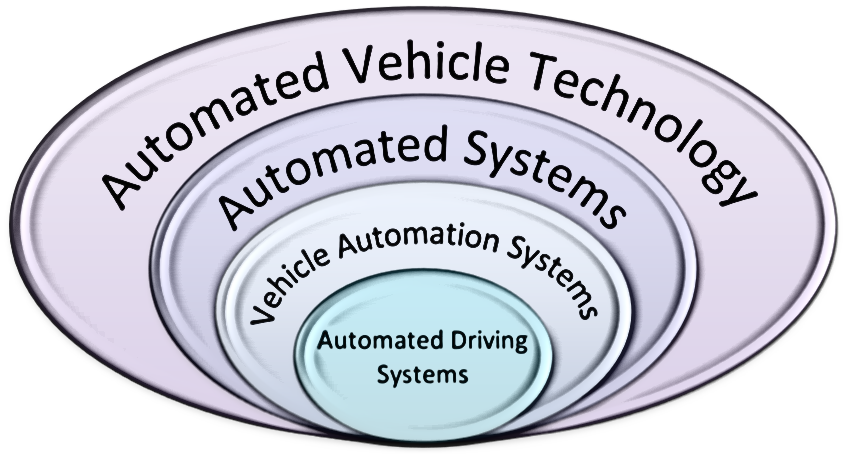
سلسله مراتب فناوری سامانه خودرو خودکار

## بررسی اجمالی
سامانه رانندگی خودکار به‌طور کلی یک بسته یکپارچه از سامانه‌های خودکار منفرد است که در هماهنگی با هم عمل می‌کنند. رانندگی خودکار به این معنی است که شما به عنوان راننده توانایی رانندگی (به عنوان مثال: نظارت همه، مأموریت و عملکردهای عملی…) را از خود سلب کرده و به سامانه دستگاه تنظیم خودکار خودرو سپرده‌اید. حتی ممکن است شما به عنوان راننده هشدار داده و در هر لحظه آماده اقدام باشید و هنوز به‌طور کامل اختیاراتتان را از روی دستگاه برنداشته باشید.
سامانه‌های رانندگی خودکار اغلب دارای شرایطی هستند؛ که به این معنی است که سامانه اتوماسیون قادر به رانندگی خودکار است اما نه برای همه شرایط بلکه برای مواقعی که با جریان عملیات عادی مواجه می‌شوند؛ بنابراین، به یک راننده انسان برای شروع سامانه خودکار به‌طور عملیاتی برای رانندگی نیاز دارد یا ممکن است این کار را انجام ندهد و رانندگی دراین شرایط از توانایی سامانه است.
هنگامی که سامانه اتوماسیون خودرو همه عملکردهای رانندگی را دربر گرفته‌است انسان دیگر خودرو را نمی‌راند اما همچنان مسئولیت عملکرد خودرو را به عنوان اپراتور خودرو ادامه می‌دهد. اپراتور خودرو به صورت اتوماتیک کارکردی نیست که به‌طور فعال عملکرد خودرو را در حالی که سامانه اتوماسیون درگیر است بتواند نظارت کند. اما اپراتور باید در طی چند ثانیه از رانندگی خودداری کند تا این امر باعث شود که این کار را انجام دهد، زیرا سامانه دارای شرایط محدود اتوماسیون است در حالی که سامانه درگیر رانندگی خودکار است، شرایط خاصی ممکن است به وجود آید که مانع ورودی انسان در زمان واقعی شود اما فقط برای چند ثانیه است.
اپراتور قادر است در هر زمان با توجه به این تأخیر کوتاه، رانندگی را ادامه دهد.
هنگامی که اپراتور، عملکردهای رانندگی را از سر گرفته‌است، راننده وضعیت وسیله نقلیه را رها می‌کند.

## موفقیت در فناوری
موفقیت در سامانه رانندگی اتوماتیک شناخته شده‌است که در موقعیت‌هایی مانند تنظیمات جاده روستایی موفق است.
تنظیمات جاده روستایی تنظیماتی است که در آن‌ها مقادیر کمتری از ترافیک وجود دارد و تمایز کمتر بین توانایی‌های رانندگی و انواع رانندگان وجود دارد، بزرگترین چالش در توسعه توابع خودکار هنوز ترافیک داخل شهر است، جایی که دامنه گسترده‌ای از کاربران جاده باید از همه جهات در نظر گرفته شود.این فناوری پیشرفته به یک راه قابل اطمینان تر از ماشین‌های رانندگی خودکار برای تغییر از حالت خودکار به حالت راننده است نیاز دارند.
حالت اتوماتیک حالتی است که به منظور انجام اقدامات خودکار تنظیم شده‌است در حالی که حالت راننده در حالتی تنظیم شده‌است تا اپراتور کنترل همه کارکردهای ماشین و مسئولیت‌های عملکرد خودرو را کنترل کند (سامانه رانندگی خودکار درگیر نیست)
این تعریف شامل سامانه‌های اتوماسیون خودرو است که ممکن است در کوتاه مدت در دسترس باشد مانند راهبندان یا کنترل کامل، کروز کنترل (کروز کنترل ابزاری برای ثابت نگاه داشتن سرعت خودرو در مقدار مورد درخواست راننده است و برای آسودگی رانندگی در مسیرهای طولانی به کار می‌رود) طراحی شده‌است به طوری که اپراتور انسان می‌تواند به‌طور قابل ملاحظه ای توجه (نظارت) دور از عملکرد خودرو در حالی که سامانه اتوماسیون درگیر است.
این تعریف همچنین شامل جمع‌آوری خودکار (مانند مفهوم سازی توسط پروژه SARTRE)

## پروژه SARTRE
هدف اصلی SARTRE پروژه ساختن کلاهبرداری است یک قطار از ماشین‌های خودکار که راحتی را فراهم می‌کند و توانایی راننده وسیله نقلیه را برای رسیدن به مقصد با خیال راحت فراهم می‌کند. همراه با توانایی در امتداد قطار، رانندگانی که از این دسته‌ها استفاده می‌کنند می‌تواند با فعال شدن ساده سامانه رانندگی اتوماتیک که با یک کامیون هدایت می‌شود ارتباط برقرار کند پروژه SARTRE در حال استفاده از آنچه که ما به عنوان یک سامانه قطار می‌شناسیم و با فناوری رانندگی اتوماتیک ترکیب می‌کنیم این امر می‌تواند کمک به حمل و نقل راحت‌تر در شهرستان‌ها و در نهایت کمک به جریان تردد از طریق ترافیک سنگین خودرو باشد.

## SARTRE و روزه‌های مدرن
در برخی از نقاط جهان ماشین خودکار در شرایط واقعی مانند پیتسبورگ مورد آزمایش قرار گرفته‌است. رانندگی خودکار آن در اطراف شهر با انواع مختلف راننده و همچنین شرایط ترافیکی مختلف تست شده‌است علاوه بر تست و بخش‌های موفق در ماشین خودکار وجود دارد. اما آزمایش‌های گسترده‌ای نیز در کالیفرنیا در مورد اتوبوس‌های اتوماتیک وجود دارد کنترل جانبی از اتوبوس‌های خودکار با استفاده از نشانگرهای مغناطیسی مانند گردان در سن دیگو است در حالی که کنترل طولی از گروه کامیون خودکار با استفاده از رادیو و رادیوی موج می‌چرخد نمونه‌های جاری در سراسر جامعه امروز شامل مدل‌های گوگل و تسلا است تسلا رانندگی خودکار را دوباره طراحی کرده‌است، آن‌ها مدل‌های ماشین را ایجاد کرده‌اند که رانندگان را قادر می‌سازد تا در مقصد برسند
این دو نمونه مدرن روز از خودروهای رانندگی اتوماتیک هستند

## سطح اتوماسیون
اداره ایمنی ترافیک شهری ملی ایالات متحده (NHTSA) یک سامانه طبقه‌بندی استاندارد در سال ۲۰۱۳ ارائه داد که پنج سطح مختلف اتوماسیون را تعریف کرد متغیر از سطح ۰ (بدون اتوماسیون) تا سطح ۴ (اتوماسیون کامل). از آن به بعد، NHTSA استانداردهای خود را با سامانه طبقه‌بندی تعریف شده توسط SAE Internationa به روز کرد. SAE International شش سطح مختلف اتوماسیون را در استاندارد جدید خود طبقه‌بندی در سند SAE J3016 تعریف می‌کند که از ۰ (بدون اتوماسیون) تا ۵ (اتوماسیون کامل)

### سطح ۰ - بدون اتوماسیون
راننده کنترل کامل وسیله نقلیه را بر عهده دارد و سامانه در رانندگی دخالت نمی‌کند. سامانه‌هایی که ممکن است در این دسته قرار گیرند عبارتند از سامانه‌های هشدار برخورد با جلو و سامانه‌های اخطار خروج خط.

### سطح ۱ - کمک درایور
راننده کنترل گر وسیله نقلیه است، اما سامانه می‌تواند سرعت و جهت فرمان خودرو را تغییر دهد. سامانه‌هایی که ممکن است در این دسته قرار گیرند، کنترل کروز انطباقی هستند و خط کمک می‌کند.

### سطح ۲ - اتوماسیون جزئی
راننده باید بتواند کنترل خودرو را در صورت نیاز به اصلاحات، اما راننده دیگر کنترل سرعت و فرمان خودرو را ندارد. کمک پارکینگ یک نمونه از سامانه استکه به همراه این ویژگی به همراه ویژگی Autopilot Tesla قرار می‌گیرد. یک سامانه که در این دسته قرار دارد، سامانه DISTRONIC PLUS است که توسط مرسدس بنز ایجاد شده‌است.

### سطح ۳ - اتوماسیون مشروط
این سامانه در کنترل کاملی از عملکرد وسایل نقلیه مانند سرعت، فرمان و نظارت بر محیط زیست است، اما راننده باید در صورت نیاز به ارائه اصلاحات حضور داشته باشد.

### سطح ۴ - اتوماسیون بالا
این سامانه در کنترل کامل وسیله نقلیه است و حضور انسانی دیگر مورد نیاز نیست، اما برنامه‌های کاربردی آن به شرایط خاص محدود می‌شوند. یک نمونه از یک سامانه که در این دسته قرار دارد، ماشین گوگل است.

### سطح ۵ - اتوماسیون کامل
این سامانه در کنترل کامل وسیله نقلیه قرار دارد و حضور انسانی دیگر مورد نیاز نیست. سامانه قادر به ارائه همان جنبه‌های سطح ۴ است، اما سامانه می‌تواند با شرایط رانندگی سازگار باشد. اکنون هیچ سامانه رانندگی در این سطح وجود ندارد.

## خطرات و بدهی‌ها
بسیاری از خودروسازان مانند فورد و ولوو اعلام کرده‌اند که در آینده خودروهای کاملاً اتوماتیک ارائه خواهند داد. تحقیقات گسترده و توسعه در سامانه‌های رانندگی خودکار قرار می‌گیرد، اما بزرگترین مشکل سازندگان خودرو نمی‌توانند کنترل کنند که چگونه رانندگان از سامانه استفاده خواهند کرد. رانندگان تأکید می‌کنند که توجه داشته باشند و هشدارهای ایمنی به منظور رانندگی درایور در صورت نیاز اقدامات اصلاحی اجرا شود. Tesla Motors یک رویداد ثبت شده‌است که باعث مرگ ناشی از سامانه رانندگی خودکار در این سامانه شد.گزارش تصادف نشان می‌دهد که تصادف ناشی از راننده بی‌توجه بود و سامانه Autopilot به شناسایی انسداد در پیش رو نیست.
نقص دیگری در سامانه‌های رانندگی اتوماتیک این است که در مواردی که حوادث غیرقابل پیش‌بینی مانند هوا یا رفتار رانندگی دیگران ممکن است به علت حسگرهایی که محیط اطراف خودرو را کنترل نکنند و قادر به ارائه اقدام اصلاحی نباشند، باعث حوادث مرگبار شود.